# Vanessa E. Wyche

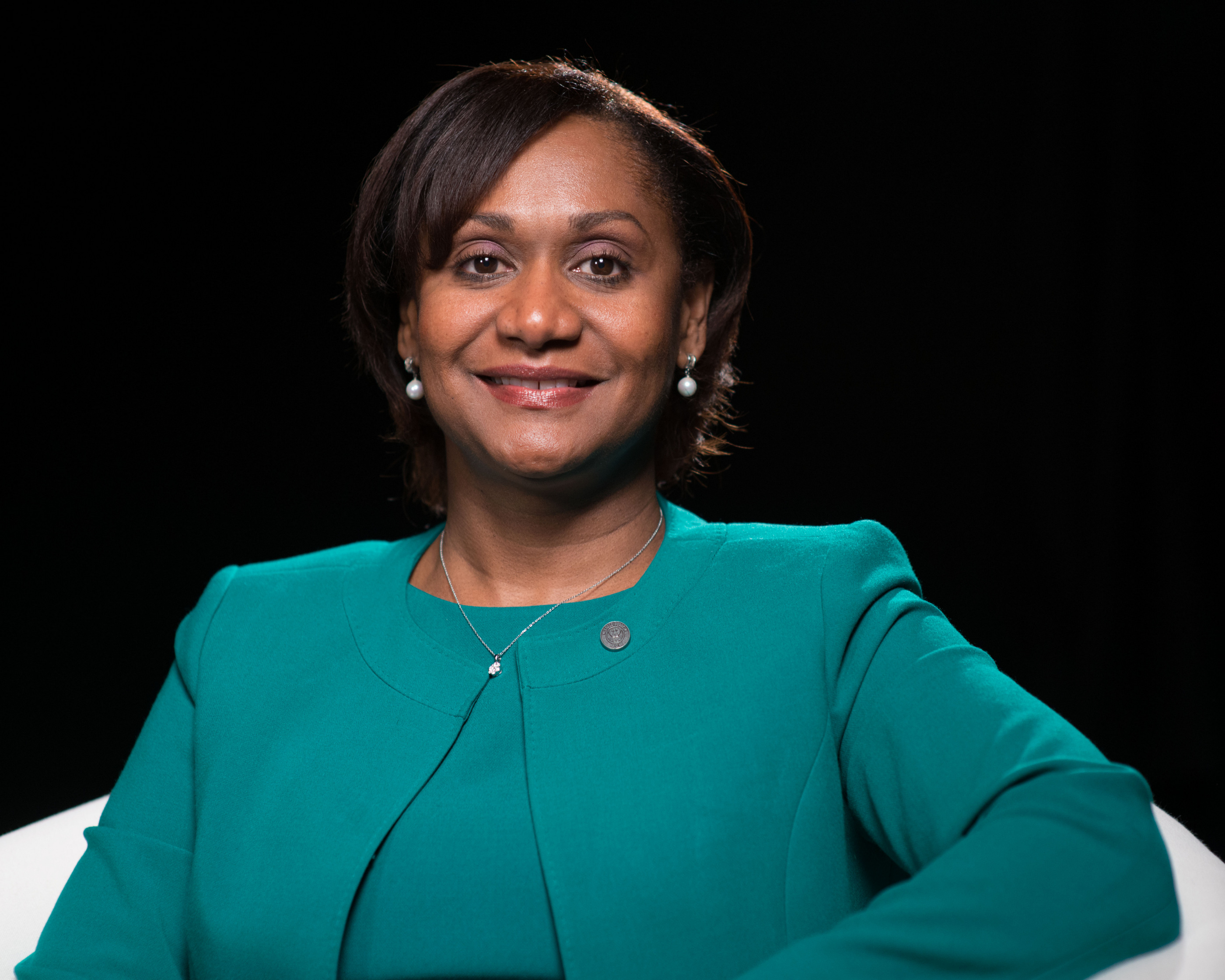
Vanessa Wyche, 2014

Vanessa E. Wyche ist eine US-amerikanische Ingenieurin und Staatsbedienstete, die im Juni 2021 Direktorin des NASA Johnson Space Center (JSC) wurde. Zuvor war sie seit August 2018 als stellvertretende Direktorin des JSC tätig. Als leitende Ingenieurin unterstützte sie das Führungsteam des JSC bei der Entwicklung von Strategien, den Beziehungen zum Personal, der strategischen Planung und der Integration von technischen und missionsunterstützenden Aktivitäten sowie Kommunikation.

## Kindheit und Studium
Wyche interessierte sich schon früh für die Wissenschaft und ihre Eltern unterstützten sie dabei. Sie wuchs in Conway (South Carolina) auf. Im Jahr 1981 begann sie ein Studium an der Clemson University. Wyche hat einen Bachelor of Science in Werkstofftechnik und einen Master of Science in Bioengineering von Clemson.

## Karriere
Wyche begann ihre Karriere bei der Food and Drug Administration. Ihre Karriere bei der NASA begann 1989. Wyche war auch als Projektleiterin in der Space and Life Sciences Directorate tätig, wo sie für die Entwicklung und den Einsatz von Hardwaresystemen für medizinische und Mikrogravitationsexperimente auf dem Space Shuttle und der Internationalen Raumstation verantwortlich war. Sie leitete ein Team von 400 Ingenieuren und Wissenschaftlern, die sich mit der Frage befassen, wie man menschliche Forscher zum Mars schicken kann. Außerdem war sie Direktorin des Exploration Integration and Science Directorate im Johnson Space Center.
Im August 2018 wurde Vanessa Wyche zur stellvertretenden Direktorin und im Juni 2021 zur Direktorin des Johnson Space Center ernannt.

## Auszeichnungen
- NASA Outstanding Leadership Medal[10]
- Zwei NASA Achievement Medals[10]
- Rotary Stellar Nominierung
- Women@NASA Preisträgerin (2014)[7]
- Ehrung als Women Worth Watching (2016)[11]
- Aufnahme in die Thomas Green Clemson Academy of Engineers and Scientists an der Clemson University (2019)[12]
- Mitglied der National Academy of Engineering (2023)

## Privatleben
Wyche ist mit George Wyche Jr. Esq. verheiratet, hat einen Sohn und lebt derzeit in Houston.